# Oxydia prunicolor
Oxydia prunicolor là một loài bướm đêm trong họ Geometridae.